# Peziza retiderma
Peziza retiderma är en svampart som beskrevs av Cooke 1877. Peziza retiderma ingår i släktet Peziza och familjen Pezizaceae.   Inga underarter finns listade i Catalogue of Life.